# Zarośle Cienkie
Zarośle Cienkie (niem. Neubruch) – wieś w Polsce położona w województwie kujawsko-pomorskim, w powiecie toruńskim, w gminie Zławieś Wielka.
W latach 1975–1998 miejscowość administracyjnie należała do województwa toruńskiego. Według Narodowego Spisu Powszechnego (III 2011 r.) liczyła 252 mieszkańców. Jest szesnastą co do wielkości miejscowością gminy Zławieś Wielka. We wsi znajdują pozostałości po dawnym dworze oraz zachowany jest park dworski z kilkoma pomnikami przyrody.